# 上澤俊喜
上澤 俊喜（かみさわ としき、1998年6月2日 - ）は、日本の男子プロバスケットボール選手である。ポジションはポイントガード。B.LEAGUEの広島ドラゴンフライズ所属。

## 来歴
富山県下新川郡朝日町出身。
中部大一高校から日大に進み、主将を務める。
2021年2月、富山グラウジーズと特別指定選手契約。
卒業後、富山グラウジーズとプロ契約。
2022年、広島ドラゴンフライズへ移籍。